# هازجة قصب البصرة
هازجة قصب البصرة هو طير من جنس عصفور القصب، وهو طائر متوطن ومتكاثر في العراق، وفلسطين، وقد يتكاثر في هور الحويزة في خوزستان بإيران، والكويت، والسعودية، ويتواجد في دول أخرى (ولا يتكاثر فيها) مثل السودان، وجنوب السودان والصومال، وإيثيوبيا.